# Carlos Cárdenas Rojas
Carlos Cárdenas (ur. 4 listopada 1934 w Oruro, zm. 17 sierpnia 2020) – piłkarz boliwijski, grający na pozycji pomocnika.

## Kariera
Cárdenas urodził się w Oruro, ale od dziecka mieszkał w Cochabambie. Pierwszym zespołem w karierze Cárdenasa był Club Aurora. Po odbyciu obowiązkowej służbie wojskowej przyjechał do La Paz, gdzie został piłkarzem The Strongest. W barwach tej drużyny osiągnął szczyt swojej kariery, czterokrotnie zdobywając mistrzostwo Boliwii w sezonach 1958 (Copa), 1963, 1964 i 1964 (Copa).
Jako piłkarz klubu Club The Strongest wziął udział w turnieju Copa América 1963, gdzie Boliwia zdobyła tytuł mistrza Ameryki Południowej. Cárdenas pełnił na turnieju rolę zawodnika rezerwowego.
Zmarł 17 sierpnia 2020 w wieku 85 lat. 

## Sukcesy
Boliwia
- Copa América (1): 1963

Club The Strongest
- Mistrzostwo Boliwii (4): 1958 (Copa), 1963, 1964, 1964 (Copa)